# Рязанский городской электропоезд
Ряза́нский городско́й электропо́езд  — система городских электропоездов Рязани, использующих существующие железнодорожные пути.. Движение по линиями осуществлялось в 1990-е, 2009 и 2013-2014 годах. В настоящее время система запланирована в программе комплексного развития транспортной инфраструктуры города.

## История
В пятом генеральном плане Рязани от 1986 года был заложен проект лёгкого метрополитена, линия которого должна была пролегать от города Рыбного до аэропорта в Турлатово. Частично, этот проект был реализован в 1990-е годы на базе существующих железнодорожных путей и электропоездов ЭР2-1170 от Рязани I до Рыбного.  
В середине 2000-х годов, в связи с выросшим количеством трафика на городских улицах к проекту городского поезда вернулись вновь. 30 апреля 2009 года началось движение поездов в тестовом режиме от станции Дягилево до станции Лесок. Тестовая эксплуатация выявила недостаточное количество посадочных платформ в черте города, их низкую комфортность для посадки, пешеходная доступность и отсутствие подвозящих маршрутов уличного транспорта.
Несмотря на это, в январе 2013 года между Администрацией Рязани и Центральной пригородной пассажирской компанией был заключён контракт на городские железнодорожные перевозки по прежнему маршруту. Движение закрылось через год эксплуатации из за низкого пассажиропотока, так как проблемы, выявленные в тестовой эксплуатации системы решены не были. 
Повторно, вопрос обслуживания города поездами обсуждался в 2016 году. В 2021 году в Рязани была разработана программа комплексного развития транспортной инфраструктуры города на 2021 — 2026 год. В документе вновь значится проект городского электропоезда от Рыбного до Турлатова, а также запланирована реконструкция существующих станций и открытие новых.

## Линии
При эксплуатации в 2009 и 2013 годах использовалась одна линия общей протяжённостью 15 километров. На линии располагаются 5 станций:
- Дягилево
- Лагерный
- Рязань I
- 203-й километр
- Лесок

Электропоезда курсировали ежедневно, с увеличенным количеством утром и вечером. Билет можно было приобрести в кассе станций как на одну поездку, так и проездной на месяц.